# کنازق
کنازق یک روستا در ایران است که در دهستان ویلکیج شمالی واقع شده‌است. کنازق ۴۸ نفر جمعیت دارد.از مفاخر این روستا میتوان به شاعر بزرگ حاج خالق فکری کنازه اردبیلی اشاره کرد که اشعارشان در وصف امامان بود و همچنین نوه ایشان رضا فکری که از خوانندگان اپرای مطرح جهان هستند.